# Sander Armée
Pour les articles homonymes, voir Armée (homonymie).
Sander Armée est un coureur cycliste belge né le 10 décembre 1985 à Louvain

## Biographie

### Enfance et carrière amateur
Durant son enfance, Sander Armée pratique l'équitation et l'athlétisme. À l'âge de 12 ans, il commence le patinage à roulettes. Il court avec sa sœur Nele Armée (nl) au RSC Heverlee. En catégorie juniors, il obtient 15 titres de champion national dans ce sport, et remporte le championnat d'Europe du marathon. Pour s'entraîner, il roule parfois à vélo et, toujours en catégorie juniors, s'inscrit au club cycliste Toekomstvrienden de Baal. Il dispute quelques courses et en gagne deux en 2003, dont la Flèche brabançonne juniors. En 2004, il passe en catégorie espoirs. Il court un an au club Olympia Tienen, puis les deux années suivantes au Hand in Hand Baal. En 2006, il délaisse les rollers pour se consacrer à ses études et au cyclisme.
Sander Armée est recruté en 2007 par l'équipe continentale belge Profel Ziegler Continental, appelée ensuite Profel Continental en 2008. Il gagne cinq courses en 2007, et six en 2008. Il remporte notamment les deux années le titre de champion du Brabant flamand sur route, ainsi que celui du contre-la-montre en 2007. Il se classe quatrième de la Topcompétition U27, en 2008, obtenant notamment la quatrième place du Mémorial Philippe Van Coningsloo en juin. Il obtient la même place au championnat de Belgique.
En 2009, Sander Armée évolue au sein de l'équipe amateur belge Beveren 2000. Il remporte avec elle huit courses, ainsi que le classement par équipes de la Topcompétition U27 et se classe deuxième du classement individuel, derrière Jens Keukeleire. Il gagne deux des sept courses de ce calendrier : la Course des chats entre Deinze et Ypres, et la Flèche ardennaise. Il obtient cette année-là ses premières victoires dans le calendrier international de l'Union cycliste internationale en gagnant deux étapes du Tour de Bretagne. Il termine septième du classement général. Il remporte également sa première course par étapes, le Triptyque ardennais, et est à nouveau champion provincial.

### Carrière professionnelle

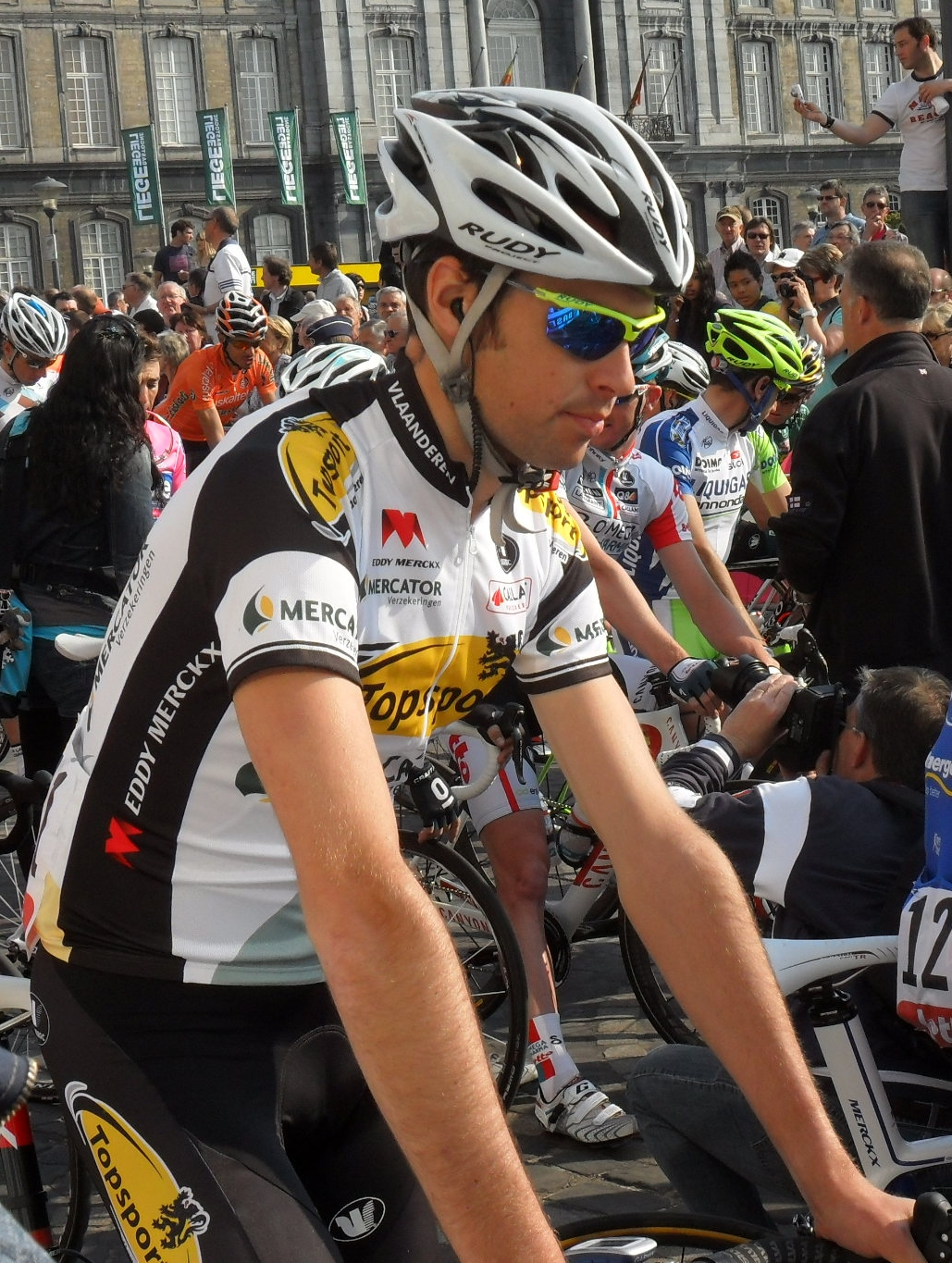
Sander Armée au départ de Liège-Bastogne-Liège 2011

Il devient coureur professionnel en 2010 au sein de l'équipe continentale professionnelle belge Topsport Vlaanderen-Mercator. Ses meilleurs résultats durant sa première saison sont une septième place lors de l'Étoile de Bessèges et une 19e place au Tour de Belgique. En 2011, il est onzième de la Semaine cycliste lombarde. En 2012, il prend la quatrième place du Tour de Norvège, la dixième place de la Course des raisins, la treizième place du Tour de Murcie.
Au début de la saison 2013, il se classe cinquième du Grand Prix d'ouverture La Marseillaise, huitième du Tour d'Andalousie, troisième du Circuit du Pays de Waes. En juillet, il chute lors du Tour de Wallonie. S'en relevant avec une vertèbre cervicale cassée, il doit mettre fin à sa saison.
En 2014, il est recruté pour deux ans par l'équipe World Tour Lotto-Belisol. Sous ses nouvelles couleurs il participe pour la première fois au Tour d'Italie et au Tour d'Espagne. Le contrat qui le lie à son employeur est prolongé pour l'année suivante.
Fin 2015, il renouvelle son contrat avec l'équipe Lotto-Soudal.
Au mois d'octobre 2016, il prolonge d'un an le contrat qui le lie à la formation belge Lotto-Soudal.
Son contrat avec la formation Lotto-Soudal n'est pas renouvelé à l'issue de la saison 2020.
En mars 2021, il participe à la Flèche wallonne, où il est membre de l'échappée du jour. Le 18 novembre de la même année, l'équipe Cofidis annonce que Sander Armée complétera leur effectif pour la saison 2022. Il s'agit d'un contrat d'un an. Ce contrat n'est pas prolongé, Armée quitte l'équipe française en fin d'année. Sans équipe pour la saison 2023, il décide de mettre un terme à sa carrière. 

## Palmarès

### Coureur amateur
- 2007
  - Champion du Brabant flamand sur route
  - Champion du Brabant flamand du contre-la-montre
  - 2e étape de l'Arden Challenge
  - 2e du Circuit du Hainaut
- 2008
  - Champion du Brabant flamand sur route
  - 3e du Tour de la province de Luxembourg
- 2009
  - Champion du Brabant flamand sur route
  - Course des chats
  - 4e et 7e étapes du Tour de Bretagne
  - Triptyque ardennais :
    - Classement général
    - 2e étape

  - Flèche ardennaise
  - 3e de Zellik-Galmaarden
  - 3e du Tour de Moselle

### Coureur professionnel
- 2013
  - 3e du Circuit du Pays de Waes
- 2015
  - Heistse Pijl
- 2017
  - 18e étape du Tour d'Espagne
  - 2e des Quatre Jours de Dunkerque
- 2020
  - 3e étape (a) du Tour Poitou-Charentes en Nouvelle-Aquitaine

## Résultats sur les grands tours

### Tour d'Italie
4 participations
- 2014 : 47e
- 2015 : 65e
- 2018 : 57e
- 2020 : 47e

### Tour d'Espagne
6 participations
- 2014 : 103e
- 2016 : 90e
- 2017 : 19e, vainqueur de la 18e étape
- 2018 : 73e
- 2019 : 73e
- 2021 : abandon (17e étape)

## Classements mondiaux
| Année                                 | 2007 | 2008 | 2009 | 2010 | 2011  | 2012 | 2013 | 2014 | 2015 | 2016 | 2017 | 2018  | 2019  | 2020 | 2021  | 2022 |
| ------------------------------------- | ---- | ---- | ---- | ---- | ----- | ---- | ---- | ---- | ---- | ---- | ---- | ----- | ----- | ---- | ----- | ---- |
| UCI World Tour                        |      |      |      |      |       |      |      | nc   | nc   | nc   | 139e | 297e  |       |      |       |      |
| Classement mondial                    |      |      |      |      |       |      |      |      |      | 492e | 151e | 1612e | 1012e | 319e | 1545e | 675e |
| UCI Europe Tour                       | 967e | 812e | 541e | 762e | 1076e | 411e | 226e |      |      | 374e | 128e | nc    | 728e  | 264e | 1088e | 521e |
|                                       |      |      |      |      |       |      |      |      |      |      |      |       |       |      |       |      |
| Légende : nc = non classéSource : UCI |      |      |      |      |       |      |      |      |      |      |      |       |       |      |       |      |